# سنگسار

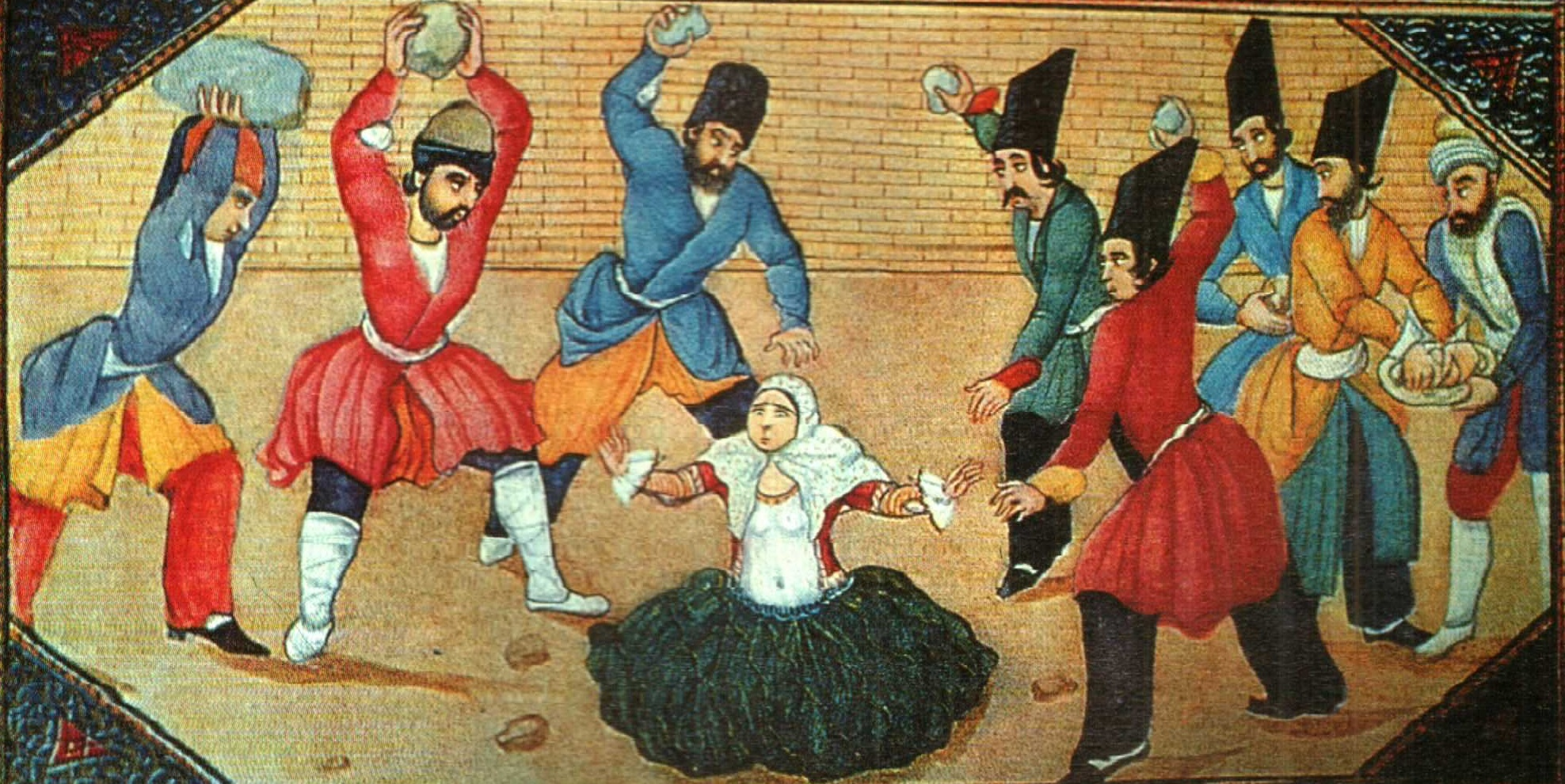
سنگسار یک زن زناکار، تصویری از نسخه خطی هزار و یک شب از ابوالحسن غفاری یا آتلیه او. تهران ، ١٨٥٣–١٨٥٧ میلادی

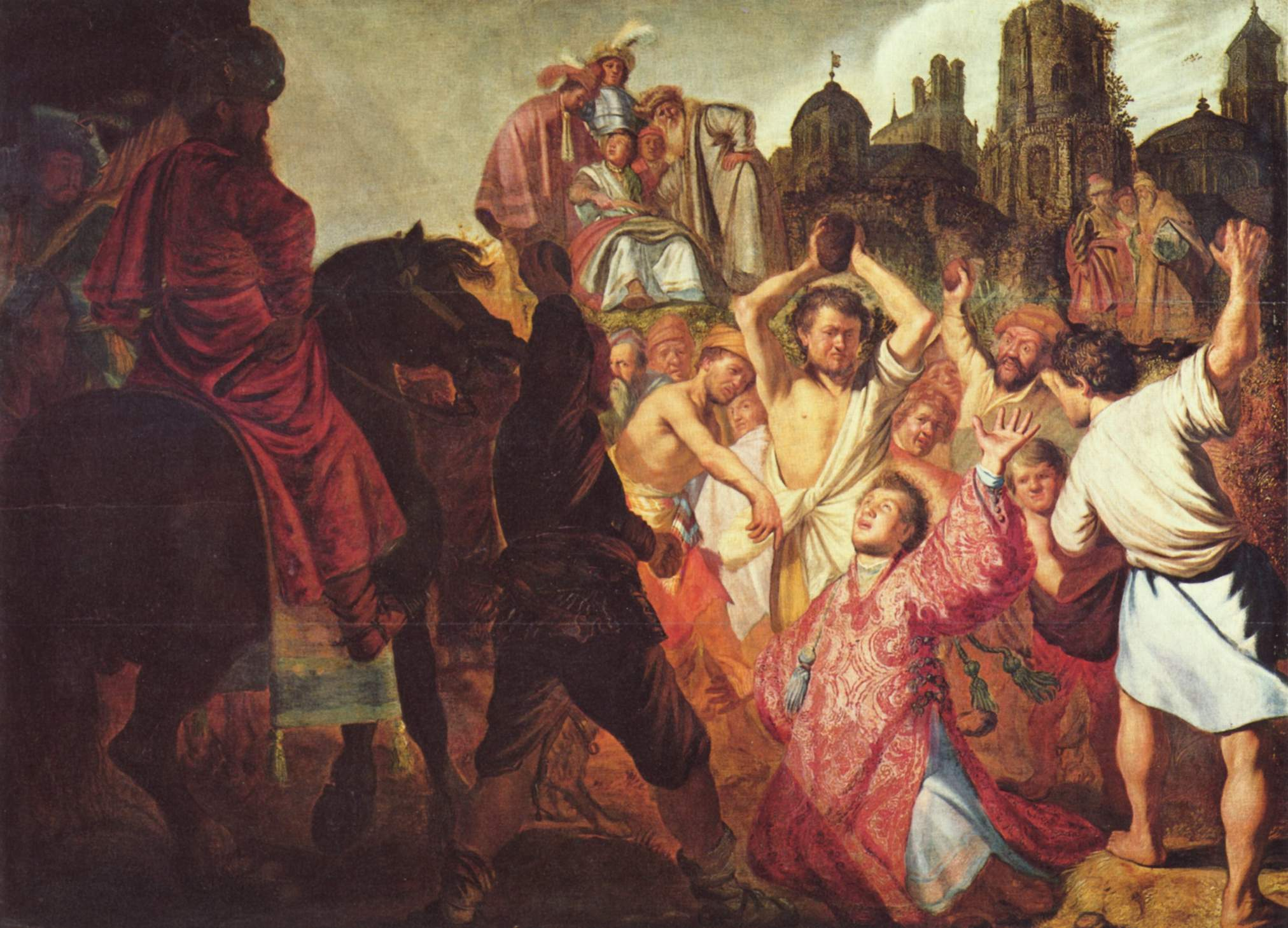
سنگسار استفانوس. اثر رامبرانت به‌سال ۱۶۲۵ میلادی.

نقشه ای که کشورهایی را نشان می‌دهد که سنگسار عمومی مجازات قضایی یا قانونی است.

سنگسار یک نوع مجازات مرگ است که از طریق پرتاب سنگ (که به صورت گروهی انجام می‌شود) به طرف مجرم صورت می‌گیرد. جامعه بین‌المللی اعدام از طریق سنگسار را «عملی وحشیانه و سبعانه» تلقی می‌کند. مجازات سنگسار دارای پیشینه تاریخی بلندی است. در کتب تاریخی به رواج سنگسار به عنوان مجازات در یونان باستان اشاراتی شده است. در منابع یهودیت و اسلام نیز به مجازات سنگسار اشاراتی شده است.

## سنگسار در ادیان ابراهیمی

### سنگسار در یهودیت
در سفر خروج از عهد عتیق می‌خوانیم: «و در روز سوم مهیا باشید، زیرا که در روز سوم خداوند در نظر تمامی قوم بر کوه سینا نازل شود و حدود برای قوم از هر طرف قرار ده، و بگو باحذر باشید از اینکه به فراز کوه برآیید، یا دامنهٔ آن را لمس نمایید، زیرا هر که کوه را لمس کند، هرآینه کشته شود. دست بر آن گذارده نشود بلکه یا سنگسار شود یا به تیر کشته شود، خواه بهایم باشد خواه انسان، زنده نماند. اما چون کَرِنّا نواخته شود، ایشان به کوه برآیند.». سنگسار شکل کلاسیک اعدام در عهد عتیق محسوب می‌شود. بنا به این کتاب، ارتداد، توهین به مقدسات، زنا با محارم، و شکستن بعضی تابوها با سنگسار مجازات می‌شدند: «مرد و زنی که صاحب اجنه یا جادوگر باشد البته کشته شوند، ایشان را به سنگ سنگسار کنید، خون ایشان بر خود ایشان است.» (سفر لاویان)

### سنگسار در اسلام
به حکم سنگسار در قرآن اشاره ای نشده اما در حدود ۹۰ روایت قابل استناد آمده‌است.
سنگسار در اسلام دارای شرایطی می‌باشد از جمله اینکه چهار فرد عادل شهادت بدهند که به چشم خود دیدند که دونفر زنا کرده‌اند یا اینکه باید زنای محصنه باشد. زنای محصنه هنگامی رخ می‌دهد که فرد زناکار علاوه بر اینکه عاقل و بالغ و هوشیار باشد و با اختیار خود زنا کرده باشد دارای همسری باشد که اولا سالم باشد و ثانیاً در دسترس او باشد.

## انجام سنگسار در عصر حاضر
سنگسار امروزه در برخی از کشورهای مسلمان که حکومت آنان اسلامی است یا احکام بر اساس اسلام است، به اجرا گذاشته می‌شود از این میان می‌توان به کشورهای افغانستان، نیجریه، سودان، و سوریه  اشاره نمود. در این کشورها کسی که به سنگسار محکوم می‌شود باید در پارچه‌ای سفید پوشانیده شده اگر مرد است تا لگن خاصره و اگر زن است تا سینه او را در خاک دفن می‌کنند و سپس با سنگ‌هایی که یکباره محکوم را نمی‌کشد بلکه به‌تدریج و با تحمل درد موجب مرگ وی می‌شود به پرتاب سنگ به سوی شخص قربانی می‌پردازند.

### سنگسار در افغانستان
رخشانه نام دختر افغان بود که در ۴ آبان خبر و در ۱۲ آبان ۹۴ ویدئو سنگسار شدنش در ولایت غور افغانستان به دست طالبان در شبکه‌های اجتماعی پخش شد و مورد بازتاب و واکنش شدید مردم قرار گرفت.